# Mimo Billi
Mimo Billi, nome d'arte di Giacomo Gilli (Imola, 21 marzo 1915 – Roma, 26 novembre 1978), è stato un attore italiano.

## Biografia

Mimo Billi nel 1954.

Secondo talune fonti nacque non a Imola ma a Bologna nel 1910 (anziché nel 1915). Crebbe in collegio a Bergamo e si trasferì, una volta adulto, prima a Genova e poi a Roma.
Dal 1935 al 1946 visse in Africa dove si era recato con una propria compagnia teatrale per compiere tournée in Abissinia, Somalia ed Eritrea. 
Arruolatosi come volontario allo scoppio della seconda guerra mondiale, fu fatto prigioniero nella battaglia di Agordat e poté far rientro in Italia solo a guerra conclusa.
Fra il 1950 e il 1969 interpretò per il cinema ruoli da caratterista in una cinquantina di pellicole. Fu anche interprete di fotoromanzi, e per la televisione apparve in un buon numero di sceneggiati, telefilm e originali dal 1962 al 1967.
Recitò anche in teatro, interpretando il Duca nel dramma The Shifting Heart di Richard Beynon, diretto da Leo McKern, con Clelia Matania, Adrienne Corri, Kenneth J. Warren e altri attori. Nel 1961 fu tra gli interpreti di Teresa Desqueiroux di François Mauriac, diretto da Giorgio Albertazzi.

## Filmografia

### Cinema
- Milizia territoriale, regia di Mario Bonnard (1935)
- Fifa e arena, regia di Mario Mattoli (1948)
- È più facile che un cammello..., regia di Luigi Zampa (1950)
- Il monello della strada, regia di Carlo Borghesio (1950)
- Il bivio, regia di Fernando Cerchio (1950)
- Peppino e Violetta, regia di Maurice Cloche (1950)
- Anna, regia di Alberto Lattuada (1951)
- Ha da venì... don Calogero, regia di Vittorio Vassarotti (1951)
- Napoleone, regia di Carlo Borghesio (1951)
- Vendetta... sarda, regia di Mario Mattoli (1951)
- L'uomo della mia vita (L'Homme de ma vie) di Guy Lefranc (1952)
- Ergastolo, regia di Luigi Capuano (1952)
- Lo sceicco bianco, regia di Federico Fellini (1952)
- Il cappotto, regia di Alberto Lattuada (1952)
- Processo contro ignoti, regia di Guido Brignone (1952)
- Il romanzo della mia vita, regia di Lionello De Felice (1952)
- I tre corsari, regia di Mario Soldati (1952)
- Febbre di vivere, regia di Claudio Gora (1953)
- Melodie immortali, regia di Giacomo Gentilomo (1953)
- Puccini, regia di Carmine Gallone (1953)
- Il sacco di Roma, regia di Ferruccio Cerio (1953)
- Il maestro di Don Giovanni, regia di Milton Krims (1954)
- La corda d'acciaio, regia di Carlo Borghesio (1954)
- Casa Ricordi, regia di Carmine Gallone (1954)
- Napoli è sempre Napoli, regia di Armando Fizzarotti (1954)
- Ho ritrovato mio figlio, regia di Elio Piccon (1954)
- Lacrime d'amore, regia di Pino Mercanti (1954)
- Hanno rubato un tram, regia di Aldo Fabrizi (1954)
- Mia moglie non si tocca (Le printemps, l'automne et l'amour) regia di Gilles Grangier (1955)
- Luna nova, regia di Luigi Capuano (1955)
- Giuramento d'amore, regia di Roberto Bianchi Montero (1955)
- Operazione notte, regia di Giuseppe Bennati (1955)
- La donna più bella del mondo, regia di Robert Z. Leonard (1955)
- L'ultimo amante, regia di Mario Mattoli (1955)
- Bravissimo, regia di Luigi Filippo D'Amico (1955)
- La bella di Roma, regia di Luigi Comencini (1955)
- S.O.S. Lutezia (Si tous les gars du monde) regia di Christian-Jaque (1956)
- Montecarlo (The Montecarlo Story) regia di Samuel A. Taylor (1956)
- Solo Dio mi fermerà, regia di Renato Polselli (1957)
- La nonna Sabella, regia di Dino Risi (1957)
- Peppino, le modelle e... "chella llà", regia di Mario Mattoli (1957)
- Onore e sangue, regia di Luigi Capuano (1957)
- La trovatella di Pompei, regia di Giacomo Gentilomo (1957)
- Amore e guai, regia di Angelo Dorigo (1958)
- La nipote Sabella, regia di Giorgio Bianchi (1958)
- Le notti dei teddy boys, regia di Leopoldo Savona (1959)
- Il moralista, regia di Giorgio Bianchi (1959)
- Urlatori alla sbarra, regia di Lucio Fulci (1960)
- Giuseppe venduto dai fratelli, regia di Irving Rapper e Luciano Ricci (1960)
- Appuntamento a Ischia, regia di Mario Mattoli (1960)
- Il corazziere, regia di Camillo Mastrocinque (1960)
- Canzoni a tempo di twist, regia di Stefano Canzio (1962)
- Il segno di Zorro, regia di Mario Caiano (1963)
- Gidget a Roma (Gidget Goes to Rome) regia di Paul Wendkos (1963)
- Follie d'estate, regia di Edoardo Anton e Carlo Infascelli (1963)
- L'intrigo, regia di Vittorio Sala (1964)
- Una sporca faccenda, regia di Roberto Mauri (1964)
- Panic Button... Operazione fisco! (Panic Button), regia di Giuliano Carnimeo (1964)
- Adiós gringo, regia di Giorgio Stegani (1965)
- E venne il tempo di uccidere, regia di Enzo Dell'Aquila (1968)
- Professione bigamo (Warum hab ich bloß 2 x ja gesagt?), regia di Franz Antel (1969)

### Televisione
- Una tragedia americana, regia di Anton Giulio Majano - miniserie TV (1962)
- Make Room for Daddy - serie TV, episodio 10x27 (1963)
- Grandezza naturale, regia di Carlo Lodovici - film TV (1963)
- I miserabili, regia di Anton Giulio Majano - serie TV (1964)
- I grandi camaleonti, regia di Edmo Fenoglio - miniserie TV (1964)
- Ai poeti non si spara, regia di Vittorio Cottafavi (1965)
- Il gioco delle vacanze, di Mihail Sebastian, regia di Carlo Di Stefano - teatro TV, Programma Nazionale  (1965)
- Le avventure di Laura Storm, regia di Camillo Mastrocinque - serie TV (1965)
- Scaramouche, regia di Daniele D'Anza - miniserie TV (1965)
- Il conte di Montecristo, regia di Edmo Fenoglio - miniserie TV (1966)
- Il triangolo rosso, regia di Piero Nelli - serie TV (1967)

## Prosa televisiva RAI
- Sera di pioggia, commedia con Armando Francioli, Mimo Billi, Anna Miserocchi, Carlo Pennetti, Roberto Bruni, Regina Bianchi, Sara Ridolfi, Michele Malaspina, Paolo Ceriani, Tony Fusaro, Anna Menichetti, regia di Leonardo Cortese, trasmessa il 15 marzo 1963.

## Prosa teatrale
- Teresa Desqueyroux di François Mauriac adattamento di Diego Fabbri, Regia: Giorgio Albertazzi, Scene e costumi: Libero Petrassi e Italo Valentitù, con: Anna Proclemer, Antonio Battistella, Isabella Riva, Olga Solbelli, Maria Teresa Lauri, Davide Montemurri, Euro Bulfoni, Mimo Billi, Mario Bardella, Cesare Boni, Arrigo Barabondi, Marisa Pizzardi, Adolfo Spesca. Prima rappresentazione: Roma, Teatro Quirino, 3 marzo 1961.